# Riffball

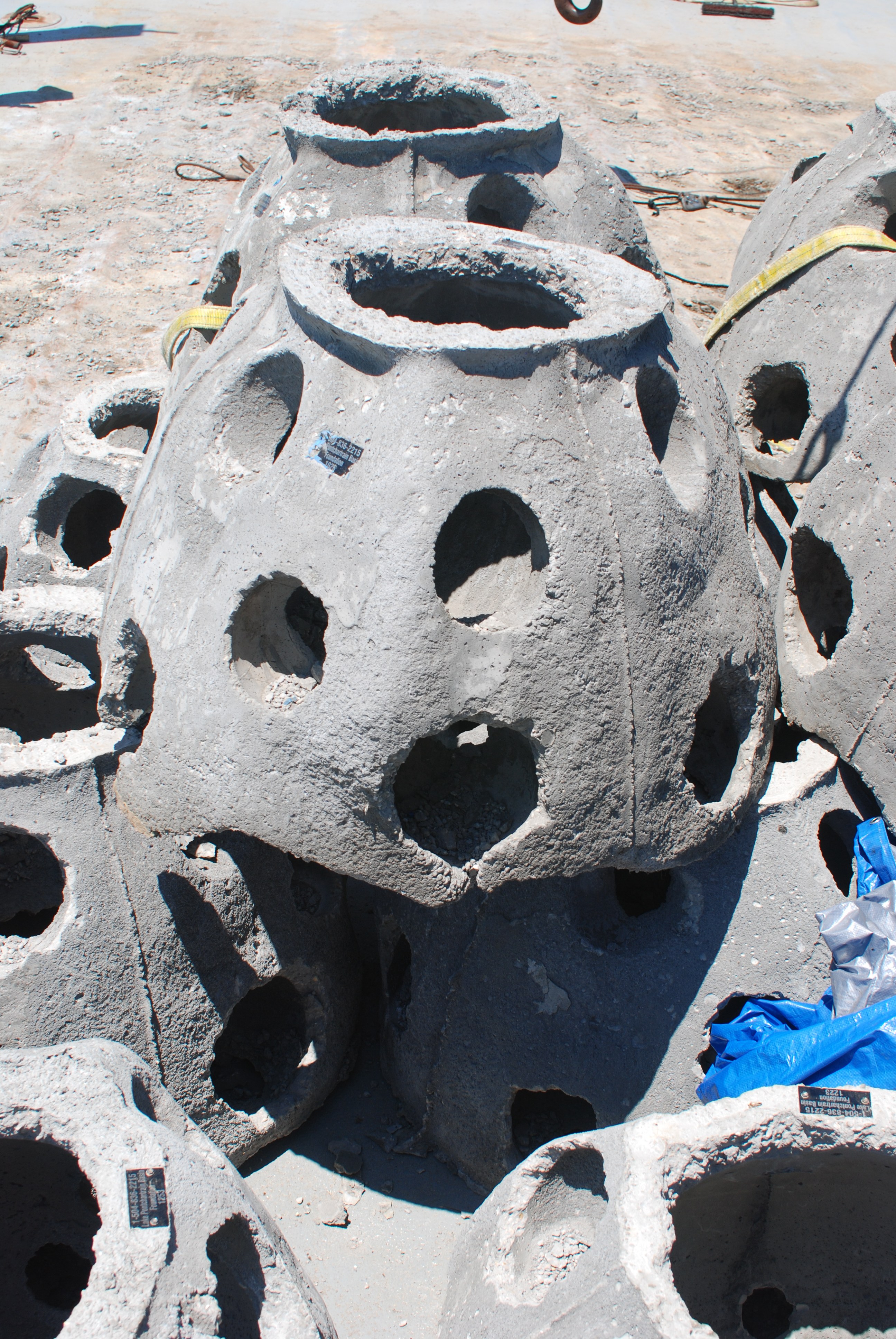
Riffbälle

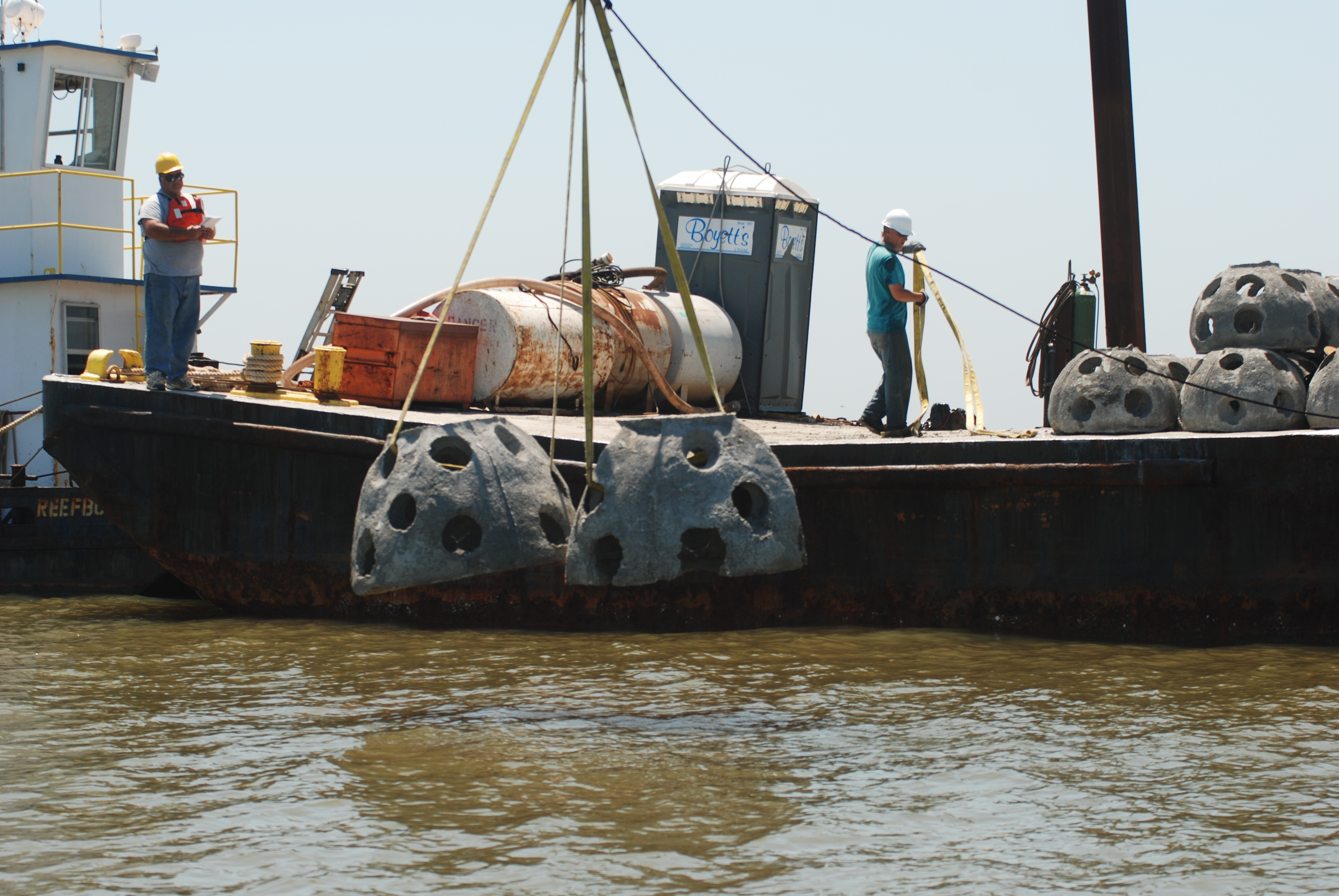
Riffbälle, Absenken in den Lake Pontchartrain, Louisiana, USA 2009

Riffball ist die Bezeichnung für eine hohle, mit vielen Löchern versehene Halbkugel aus Beton. Riffbälle werden eingesetzt, um künstliche Korallenriffe wachsen zu lassen.

## Geschichte
Im Jahre 1993 wurde der Riffball von Todd Barber erfunden. Er gründete die Reef-Ball-Foundation, um die Korallenriffe für zukünftige Generationen zu bewahren und zu schützen. Barber patentierte die Idee, künstliche Riff-Module mit einer aufblasbaren Schwimmblase zu bauen. Dadurch war es schon damals möglich, die Module mit einem kleinen Boot durch das Wasser zu ziehen. Vor Ort brauchte man nur noch die Luft aus dem Ballon zu lassen und der Riffball sank auf den Meeresgrund.
Es gab zuvor bereits andere Versuche künstliche Riffe zu schaffen. So wurden bereits Schiffe, Stahlkonstruktionen, Autoreifen, Autowracks und sogar ausgediente Panzer für diesen Zweck versenkt. Die künstlichen Riffe aus Autoreifen entwickelten sich in den USA zur ökologischen Katastrophe. Sie rissen sich aus ihrer Verankerung los, zerstörten gesunde Riffe und verteilten sich über Hunderte Kilometer.

## Nutzen
Der Riffball wird benutzt, um abgestorbene Riffe neu zu beleben oder einen sandigen, leblosen Meeresboden mit einem künstlichen Korallenriff zu versehen.
Schon eine Woche nach dem Versenken siedeln sich Grünalgen auf den Betonhalbkugeln an. Kurz danach kann man die ersten Tiere wie Schnecken, Würmer und Flohkrebse auf ihnen entdecken. Diese Tiere ernähren sich zum Teil von den Algen. Zwei weitere Wochen später siedeln sich Seepockenlarven und Muschellarven an. Auch Seesterne besiedeln die Riffbälle in großer Zahl. In den künstlichen Höhlen suchen Krabben und Krebse Schutz. Fische nutzen die Deckung, Korallen siedeln auf der Oberfläche an. Noch schneller geht die Besiedelung, wenn man in der ersten Zeit abgebrochene Korallen auf den Riffbällen befestigt. Sie wachsen darauf fest und breiten sich aus.
Mit dem Riffball kann man in fast allen Meeren das Mikroklima für die Meeresbewohner verbessern. Sogar Räuber halten sich in der Nähe auf. Sie finden an den Riffbällen leicht Beute. Andere Tiere finden hier Schutz vor Strömung oder Feinden. Setzt man viele Riffbälle aneinander, lässt sich mit ihnen eine Mauer errichten. Solche Mauern werden als Wellenbrecher an bedrohten Küsten genutzt, um deren Erosion zu stoppen. Derzeit kann man Riffbälle an fast jedem Küstenabschnitt der Vereinigten Staaten und auf jedem Kontinent, einschließlich der Antarktis, finden. Riffbälle werden in den Tropen auch verwendet, um Mangroven neu anzupflanzen.

## Zahlen
Insgesamt wurden bisher mehr als 500.000 Riffbälle weltweit eingesetzt.
Die Größe der Riffbälle reicht von 0,3 m im Durchmesser mit einem Gewicht von 15 kg bis zu 2,5 m mit 3500 kg.
- In Malaysia wurden bisher über 5.000 Riffbälle aufgestellt.
- In Campeche, Mexiko, wurden über 4.000 Riffbälle aufgestellt, um die Fischbestände zu erhöhen.
- In Tampa Bay wurden die Riffbälle als Wellenbrecher eingesetzt.